# تمارا جاركوشينا
تمارا جاركوشينا (الروسية: Гаркушина, Тамара Павловна) مواليد 1 فبراير 1946 في ليبيتسك أوبلاست، روسيا، هي دراج روسية سابقة.

## روابط خارجية
- تمارا جاركوشينا على موقع أرشيف الدراجات (الإنجليزية)